# Henuttawy B
Đối với những người có cùng tên gọi, xem Henuttawy.
Henuttawy B (hay Henettawy B), là một công nương sống vào thời kỳ Vương triều thứ 21 trong lịch sử Ai Cập cổ đại.

## Thân thế
Henuttawy B là con gái của Pinedjem I, một Đại tư tế của Amun đã cai trị toàn bộ Thượng Ai Cập lúc bấy giờ, và có lẽ là với công chúa Duathathor-Henuttawy (con gái của Pharaon Ramesses XI). Bà là chị em với Psusennes I, Pharaon thứ ba của Vương triều thứ 21 (chỉ cai trị Hạ Ai Cập) và Mutnedjmet, cũng là Chánh cung của Psusennes I. Ngoài ra, 3 vị Đại tư tế Masaharta, Djedkhonsuefankh và Menkheperre cũng là những người anh em của bà. Không rõ hôn sự của Henuttawy B.

## Chứng thực
Trên bờ tường phía nam của đền Luxor, tên của công nương Henuttawy B được khắc trên đó cùng với tên của người cha, Pinedjem I, và 2 người chị em khác của Henuttawy B, Mutnedjmet và Maatkare Mutemhat. Henuttawy B được biết đến với danh hiệu là "Con gái của Lãnh chúa, được ngài yêu quý; Kỹ nữ của Amun, vua của các vị thần; Công nương của Hai vùng đất". Ngoài ra, Henuttawy B còn mang danh hiệu "Người thổi sáo cho Mut", được khắc trên quan tài của bà.

## An táng
Henuttawy B được an táng trong hầm mộ MMA 60 tại Deir el-Bahari cùng với 3 thành viên khác trong vương tộc, là Henuttawy C (cháu gọi Henuttawy B là cô, con gái của Menkheperre), Menkheperre C (cháu gọi Đại tư tế Piankh là ông) và Djedmutesankh A (được cho là vợ của Đại tư tế Djedkhonsuefankh, tức chị em dâu với Henuttawy B).
Xác ướp của Henuttawy B nằm trong 2 cỗ quan tài, hiện được lưu giữ tại Bảo tàng Ai Cập (số hiệu JE 49100-49102). Bọc ngoài xác ướp của Henuttawy B là một tấm khăn liệm vẽ thần Osiris, vua của cõi âm, và một vòng hoa. Táng cùng Henuttawy B là những hiện vật sau: một bức tượng nhỏ của thần Osiris và hai cuộn giấy cói vẽ cảnh cõi âm Amduat; một hộp gỗ 3 ngăn đựng 401 tượng nhỏ shabti bằng gốm xanh. Ngoại trừ 2 cuộn giấy cói hiện ở tại Bảo tàng Ai Cập (số hiệu JE 51948-51949), những hiện vật còn lại đang được lưu giữ tại Viện bảo tàng Mỹ thuật Metropolitan.